# Chris William Martin
Chris William Martin (Burnaby, 17 gennaio 1975) è un attore canadese.

## Biografia
Chris William Martin, nato a Burnaby, Columbia Britannica, Canada, è figlio di Victoria Kathleen e Chris William Martin. Ha frequentato la McRoberts Secondary School e la Richmond High School a Richmond, Columbia Britannica. È stato anche studente alla Ideal Mini School a Vancouver.

## Carriera
Il suo primo ruolo è stato nella serie televisiva Fifteen nel 1991 girata a Vancouver. La sua performance nel ruolo di Dylan ha ricevuto una nomination nella categoria "Miglior attore" ai Youth in Film Awards. Conclusa la serie, ha interpretato il ruolo di Jamie Novak nella serie televisiva del 1993 Madison, per il quale ha ricevuto una nomination ai "Gemini Awards" nella categoria "Miglior attore".
Nel 1999 ha partecipato al cast del film Johnny di Carl Bessai, film che ha vinto il premio speciale della critica per "Best Canadian First Feature Film" al Toronto International Film Festival. Ha continuato la sua collaborazione con Bessai nei suoi due film principali: Lola nel 2001 ed Emile nel 2003. È apparso nel 2002 nel film Tutto quello che voglio a fianco di Elijah Wood e Mandy Moore. Ha anche recitato in alcune serie televisive come Tru Calling e The Vampire Diaries. È un buon amico di Scarlett Johansson.

## Filmografia parziale

### Cinema
- Johnny, regia di Carl Bessai (1999)
- Lola, regia di Carl Bessai (2001)
- Tutto quello che voglio (Try Seventeen), regia di Jeffrey Porter (2002)
- Emile, regia di Carl Bessai (2003)
- Nature Unleashed: Volcano, regia di Mark Roper (2004)
- Aliens vs. Predator 2 (AVPR: Aliens vs Predator - Requiem), regia di Colin Strause e Greg Strause (2007)
- Chaos Theory, regia di Marcos Siega (2008)
- Buried - Sepolto (Buried), regia di Rodrigo Cortés (2010) - voce
- Cookie, regia di Enuka Okuma - cortometraggio (2011)

### Televisione
- Hillside - serie TV (1990)
- Neon Rider – serie TV, episodio 3x11 (1992)
- Family of Strangers, regia di Sheldon Larry - film TV (1993)
- La guerra di Eddie (Moment of Truth: To Walk Again), regia di Randall Zisk (1994)
- Beyond Obsession, regia di David Greene - film TV (1994)
- Moment of Truth: Broken Pledges, regia di Jorge Montesi - film TV (1994)
- L'ultimo dei mohicani (Hawkeye) - serie TV, episodio 1x11 (1995)
- Rivali in amore (Beauty's Revenge), regia di William A. Graham - film TV (1995)
- Susie Q, regia di John Blizek - film TV (1996)
- Quando il passato ritorna (Home Song), regia di Nancy Malone - film TV (1996)
- Highlander – serie TV, episodio 5x03 (1996)
- Two – serie TV, episodio 1x10 (1996)
- Madison – serie TV, 4 episodi (1993-1997)
- Dead Man's Gun – serie TV, episodio 1x03 (1997)
- All the Winters That Have Been, regia di Lamont Johnson - film TV (1997)
- Poltergeist: The Legacy – serie TV, episodio 3x12 (1998)
- Una ragazza facile (Someone to Love Me), regia di Chuck Bowman - film TV (1998)
- Dangerous Evidence: The Lori Jackson Story, regia di Sturla Gunnarsson - film TV (1999)
- Traders – serie TV, episodio 4x21 (1999)
- Felicity – serie TV, 9 episodi (2000)
- Amazon – serie TV, 23 episodi (1999-2000)
- Pianeta Terra: cronaca di un'invasione (Earth: Final Conflict) - serie TV, episodio 4x08 (2000)
- Sanctuary, regia di Katt Shea - film TV (2001)
- Oltre i limiti (The Outer Limits) - serie TV, episodio 7x15 (2001)
- Hotel, regia di Greg Yaitanes - film TV (2003)
- Burn: The Robert Wraight Story, regia di Stefan Scaini - film TV (2003)
- DeMarco Affairs, regia di Michael Dinner - film TV (2004)
- Tru Calling - serie TV, episodio 1x09 (2004)
- Tom Stone - serie TV, 26 episodi (2002-2004)
- North Shore - serie TV, episodio 1x08 (2004)
- Scherzi d'amore (Revenge of the Middle-Aged Woman), regia di Sheldon Larry - film TV (2004)
- Veronica Mars - serie TV, episodio 1x09 (2004)
- The L Word - serie TV, 4 episodi (2005)
- Intelligence, regia di Stephen Surjik - film TV (2005)
- Shark - Giustizia a tutti i costi - serie TV, episodio 1x16 (2007)
- Psych - serie TV, episodio 1x14 (2007)
- Robson Arms - serie TV, episodio 2x07 (2007)
- Heartland - serie TV, 9 episodi (2007)
- Lincoln Heights - Ritorno a casa (Lincoln Heights) - serie TV, episodi 1x05-1x11-2x01 (2007)
- CSI: Miami - serie TV, episodi 6x03 - 6x05 (2007)
- NCIS - Unità anticrimine (Navy NCIS: Naval Criminal Investigative Service) - serie TV, episodio 5x09 (2007)
- The Terrorist Next Door, regia di Jerry Ciccoritti - film TV (2008)
- The Unquiet, regia di Bill Corcoran - film TV (2008)
- Bones - serie TV, episodio 3x10 (2008)
- The Mentalist - serie TV, episodio 1x09 (2008)
- Dollhouse - serie TV, episodio 1x13 (2009)
- The Vampire Diaries - serie TV, 5 episodi (2009-2014)
- Lone Star - serie TV, episodio 1x03 (2010)
- Huge - Amici extralarge - serie TV, episodi 1x03-1x08 (2010)
- Terriers - Cani sciolti - serie TV, episodio 1x11 (2010)
- Look Again, regia di Jean-Marc Piché - film TV (2011)
- CSI - Scena del crimine (CSI: Crime Scene Investigation) - serie TV, episodio 12x05 (2011)
- Cedar Cove - serie TV, 7 episodi (2014-2015)
- Motive - serie TV, episodio 3x10 (2015)
- Quando chiama il cuore (When Calls the Heart) - serie TV, 4 episodi (2016)
- Colony - serie TV, episodi 3x07-3x08, 3x12 (2018)
- Supernatural - serie TV, episodio 13x11 (2018)
- Project Blue Book - serie TV, episodio 2x08 (2020)
- Supergirl - serie TV, episodi 6x05-6x06 (2021)
- Tracker - serie TV, episodio 1x04 (2024)

## Doppiatori italiani
Nelle versioni in italiano delle opere in cui ha recitato, Chris William Martin è stato doppiato da:
- Oreste Baldini in Felicity, CSI: Miami, The Mentalist
- Gabriele Lopez in The L Word (ep. 2x06)
- Giuliano Bonetto in The L Word (ep. 2x07)
- Mirko Mazzanti in Psych
- Roberto Certomà in NCIS - Unità anticrimine
- Francesco Bulckaen in The Vampire Diaries
- Saverio Indrio in Cedar Cove
- Alberto Caneva in Motive
- Fabrizio Dolce in Supergirl
- Alberto Bognanni in Tracker